# Julie Debever

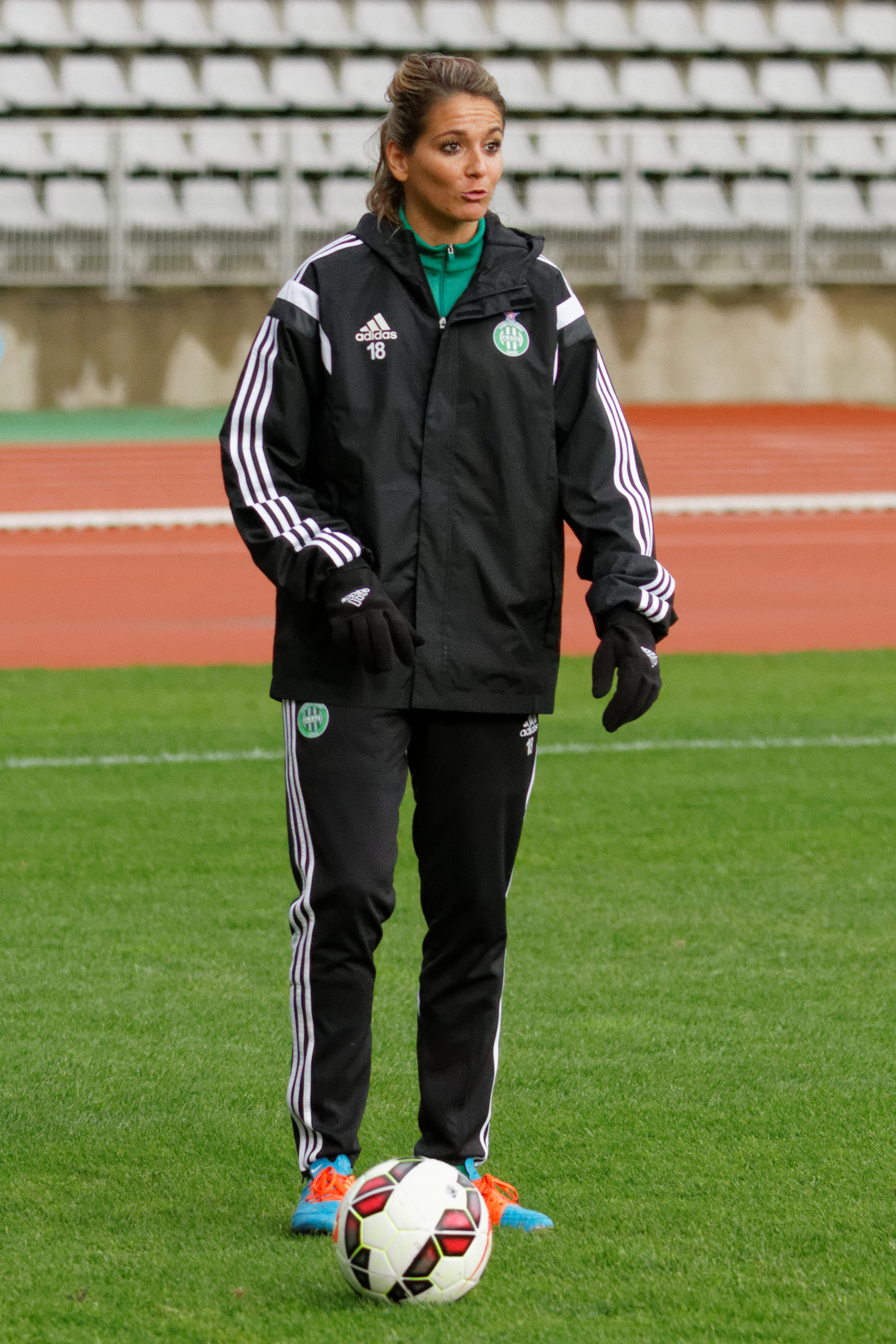
Julie Debever (Ende 2014)

Julie Debever (* 18. April 1988 in Marcq-en-Barœul) ist eine französische Fußballspielerin. Sie spielt im Verein für den FC Fleury und kam als Dreißigjährige sogar noch zu ihrem Debüt für die A-Nationalelf (Les Bleues).

## Vereinskarriere
Julie Debever begann bereits als Sechsjährige bei einem Amateurklub aus dem an der nordfranzösisch-belgischen Grenze gelegenen Comines mit dem Vereinsfußball. Acht Jahre später musste sie, weil der ACSC keine C-Jugend-Mädchenmannschaft besaß, zum seinerzeit in der Region führenden Frauenfußballklub FCF Hénin-Beaumont wechseln. Noch als Jugendliche gehörte die Abwehrspielerin dort ab der Saison 2005/06 zur Stammelf des Erstligateams, kam in sämtlichen 22 Punktspielen zum Einsatz und stand dabei in 17 Begegnungen in der Startformation. In den folgenden Jahren behielt sie diese Rolle als feste Größe bei Hénin-Beaumonts Frauen bei, die sich bis auf einen vierten Platz im Abschlussklassement der Spielzeit 2008/09 allerdings regelmäßig eher im unteren Tabellenmittelfeld wiederfanden.
Nach 126 Einsätzen und sechs eigenen Treffern in der Division 1 Féminine zog es sie 2011 zum Juvisy FCF, einem der Vorzeigevereine des französischen Frauenfußballs. Zwar konnte sie dort am Saisonende den Gewinn der zur Teilnahme am Europapokal berechtigenden Vizemeisterschaft feiern, aber Debever zählte dort für die Trainerin Sandrine Mathivet nur als Ergänzungsspielerin und fand in lediglich drei Punktspielen Berücksichtigung. Deshalb verließ sie Juvisy gleich anschließend und trug für die nächsten drei Jahre den grünen Dress des Ligakonkurrenten AS Saint-Étienne. Bei diesem Klub erlebte sie einen sportlichen Höhepunkt mit dem Erreichen des Endspiels um den französischen Vereinspokalwettbewerb 2013, in dem die ASSE allerdings gegen Olympique Lyon unterlag. In der alten Industriestadt Saint-Étienne schloss Julie Debever parallel zu ihren sportlichen Aktivitäten eine Berufsausbildung zur diplomierten spezialisierten Erzieherin ab.
Ab 2015 spielte sie für En Avant Guingamp, und auch dort war sie Stammspielerin, auf die ihr Trainer nur dann verzichtete, wenn gesundheitliche Gründe gegen einen Einsatz sprachen. 2019 wechselt sie in die italienische Serie A und schloss sich Inter Mailand an. Zwei Jahre darauf kehrte sie zum FC Fleury und in die Division 1 zurück.

### Stationen
- ACS Comines (1994–2002)
- FCF Hénin-Beaumont (2002–2011)
- Juvisy FCF (2011/12)
- AS Saint-Étienne (2012–2015)
- EA Guingamp (2015–2019)
- Inter Mailand (2019–2021)
- FC Fleury (seit 2021)

## Nationalspielerin
Im März 2006 nahm sie mit der französischen A-Jugend-Auswahl an einem Turnier im spanischen La Manga teil und wurde dort auch in drei Partien eingesetzt. Anschließend fand sie aber weder in diesem Jahrgangsteam noch bei den Juniorinnen weitere Berücksichtigung. Immerhin lud der damalige Nationaltrainer Bruno Bini sie gut drei Jahre später in den Kreis der B-Nationalfrauschaft – seinerzeit als Frankreich A’ bezeichnet – ein, wo er sie bei einem Freundschaftsspiel gegen Tunesien vier Minuten vor dem Abpfiff auch einwechselte. Danach vergingen wieder fast drei Jahre, ehe sie 2012 zu einem zweiten Spiel mit der B-Elf kam. Darin nahm sie für fast eine halbe Stunde die Position von Marine Dafeur ein, mit der sie in jungen Jahren bei Hénin-Beaumont bereits zusammengespielt hatte.
Anschließend schien Julie Debevers internationale Karriere endgültig abgeschlossen zu sein – jedenfalls solange, bis die Nationaltrainerin Corinne Diacre bei ihrem Neuaufbau der A-Nationalelf eine Vielzahl von Spielerinnen gerade auch von kleineren Vereinen zu Lehrgängen einlud. Zu diesen gehörte, ungeachtet ihres Alters, auch die Innenverteidigerin aus Guingamp, die dann als Dreißigjährige im Oktober 2018 gegen Australien tatsächlich zu ihrem Startelf-Debüt im blauen Dress kam und Diacre dabei offensichtlich überzeugte, sie vier Wochen später erneut zu berücksichtigen. Sie hat sich seit Beginn der Saison 2018/19 ausschließlich auf den Fußball konzentriert, um diese späte und überraschende Chance zu nutzen, und im Frühjahr 2019 gehörte sie zum endgültigen französischen 23er-Aufgebot für die Weltmeisterschaft im eigenen Land.
Bisher hat Julie Debever drei Länderspiele für die Bleues bestritten, wobei sie noch ohne eigenen Torerfolg ist. (Stand: 25. Mai 2019)

## Palmarès
- Französische Vizemeisterin 2012
- Pokalfinalistin 2013